# St. Iwan-Rilski-Universität für Bergbau und Geologie
Die St.-Iwan-Rilski-Universität für Bergbau und Geologie (bulgarisch: Минно-геоложки университет „Св. Иван Рилски“, transkribiert Minno-geoloschki Universitet Sv. Ivan Rilski), kurz MGU, ist eine staatliche Universität in der bulgarischen Hauptstadt Sofia mit Studienschwerpunkten in Bergbau und Geologie.

## Geschichte
Die Universität ist seit 1953 eine höhere Bildungseinrichtung und ging aus dem Минно-геоложки институт (Minno-geoloschki Institut), umbenannt in Висш минно-геоложки институт (Vissch Minno-Geoloschki Institut) hervor und wurde später als Universität nach dem Patron Iwan Rilski benannt.
Sie gliedert sich heute in 5 Fakultäten mit rund 3000 Studenten, 250 Professoren und 185 anderen wissenschaftlichen Angestellten. Rektor ist seit November 2011 Ljuben Ivanov Totev (Любен Иванов Тотев). Die Universität verfügt über eine Außenstelle in Kardschali.

## Veröffentlichungen
Die MGU veröffentlicht Jahrbücher, zunächst 1.1953/1954 als Godisnik na Minno-Geoloschkija Institut Sofija = Annuaire de l'Institut Minier et Géologique Sofia (ZDB-ID 160614-1), ab 11.1964/65 als
Godisnik na Visschija Minno-Geoloschki Institut Sofija = Annuaire de l'École Supérieure des Mines et de Géologie Sofia = Annual book of Higher Institute of Mining and Geology (ZDB-ID 160613-x) und ab 36.1989/90 als Godisnik na Minno-Geoloschkija Universitet Sofija = Annual of the University of Mining and Geology Sofia (ZDB-ID 1090070-6).
1983 veröffentlichte das Vissch Minno-Geoloschki-Institut ein Balgarsko-nemski minno-geoloschki retschnik = Bulgarisch-Deutsches Wörterbuch für Bergbau und Geologie.